# 迦拿的婚禮 (畫)
《迦拿的婚禮》（英語：The Wedding at Cana）是由意大利畫家保罗·委罗内塞于1563年創作的油畫，內容描繪耶穌變水為酒的聖經故事迦拿的婚禮（《約翰福音》第2章第1节至第11节参）。這幅作品是在文藝復興全盛期完成的大幅油畫，也是盧浮宮博物館收藏的尺寸最大的油畫。《迦拿的婚禮》為矯飾主義風格，受到达芬奇、拉斐爾和米開朗基羅等很多藝術家的影響。
文藝復興全盛期強調理想的人體比例，畫面的平衡和整體的美感。而矯飾主義則通過壓縮畫面空間、扭曲人體形態等手法，以非對稱甚至超乎自然的佈局誇大了文藝復興時期對人體、光影與色彩的追求。畫面中緊張和不穩定的元素源自於保羅·委羅內塞對於繪畫技巧的運用，並包含了社會、神學、宗教等不同方面的複雜文化符號和象征含義，使得這幅作品既能夠喚起文藝復興時期人們的共鳴，也能在當代人的视角下有深刻義含。

## 历史

### 委托

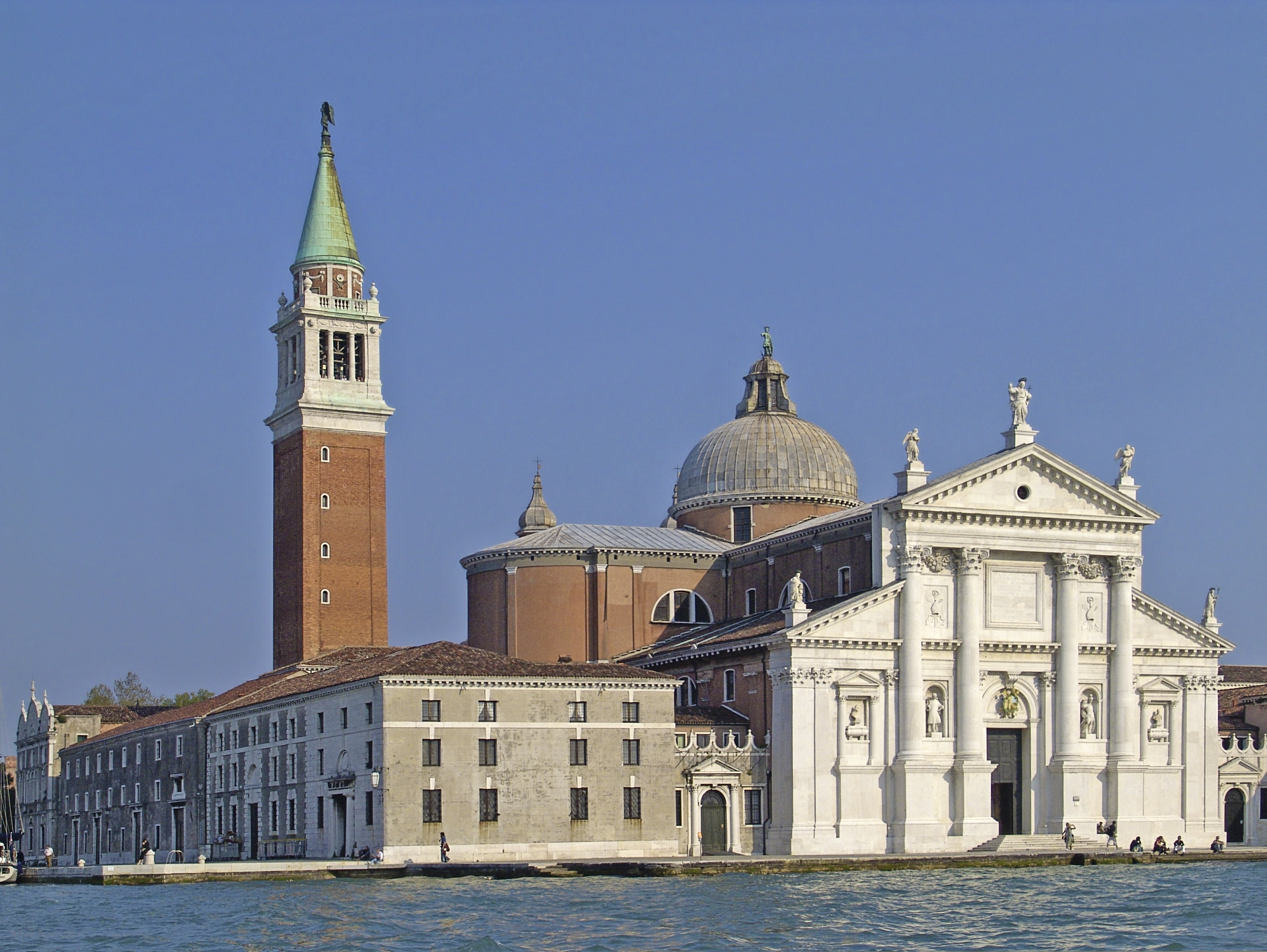
1562年，本笃修士们委托委罗内塞在威尼斯圣乔治修道院新建餐厅的墙壁上绘制《迦拿的婚礼》以作纪念之用。

1562年6月6日，威尼斯圣本笃修会的黑袍修士们委托保罗·委罗内塞创作一幅巨幅画来装饰圣乔治岛上圣乔治修道院新建餐厅的墙壁，这座餐厅由安德烈亚·帕拉迪奥设计。在委托合同中规定：修士们须向委罗内塞支付324达克特；承担其个人及家庭生活开支；提供一桶葡萄酒；并允许其在修道院餐厅用餐。
合同从美学层面明确规定：画家须呈现出“基督在迦拿婚宴上施展神迹的历史场景，绘制画布足以容纳的人物群像”，并须使用“最优色彩”（義大利語：optimi colori），即矿质深蓝颜料群青。委罗内塞在兄长贝内代托·卡利亚里的协助下于1563年9月交付画作，赶在合同规定的11月圣母感恩节前如期完工。

### 掠夺与归还
从16世纪至18世纪，这幅画在圣乔治修道院的餐厅中悬挂了235年。直到1797年9月11日，拿破仑率领的法兰西革命军在法国大革命战争的意大利战线上作为战利品掠夺了这幅画。为了将这幅超大尺寸的画作运送到巴黎的博物馆，法军士兵将画布横向切割并卷起，以便之后在法国重新缝合组装。1798年，委罗内塞这幅已有235年历史的画作被存放于卢浮宫博物馆一层；五年后的1803年，这批掠夺而来的藏品作为法兰西皇帝个人艺术收藏的一部分划进了拿破仑博物馆（法語：Musée Napoléon）。
19世纪初，拿破仑战争结束后，法国与欧洲缔结和解条约并归还掠夺来的艺术品。教皇庇护七世委任新古典主义雕塑家安东尼奥·卡诺瓦就《托伦蒂诺条约》与法国进行谈判，商讨归还拿破仑从教皇国掠夺的意大利艺术品。然而，拿破仑博物馆馆长维旺·德农出于沙文主义立场，谎称委罗内塞的画布过于脆弱，无法从巴黎运回威尼斯。因此卡诺瓦将《迦拿的婚礼》排除在归还意大利的艺术品清单之外，取而代之将夏尔·勒布伦于1653年创作的《西门家的筵席》送往威尼斯。19世纪末普法战争期间，《迦拿的婚礼》被存放在法国布列塔尼半岛布雷斯特市的一个箱子里。
20世纪中叶纳粹占领法国期间，这幅已有382年历史的画作被卷起来存放，并不断在法国南部各个秘密藏匿点之间转移以防被纳粹掠夺。
2007年9月11日，即1797年拿破仑从意大利掠夺该画的210周年纪念日，一幅与原作等大的由计算机生成的《迦拿的婚宴》数字复制品被悬挂在圣乔治修道院的餐厅内。该复制品由威尼斯的乔治·奇尼基金会和巴黎的卢浮宫博物馆共同委托马德里的“事实艺术”公司制作完成。

## 画面内容
委罗内塞以16世界威尼斯社会典型的盛大宴会场景描绘了耶稣施展神迹变水为酒的故事，将神圣的人物安排在世俗的美食与音乐当中。在这里，“宴会上的菜肴不仅象征着财富、权力与精致，更能将这些特质也转移到用餐者身上。一道精美的菜肴能使食客也变得优雅。”

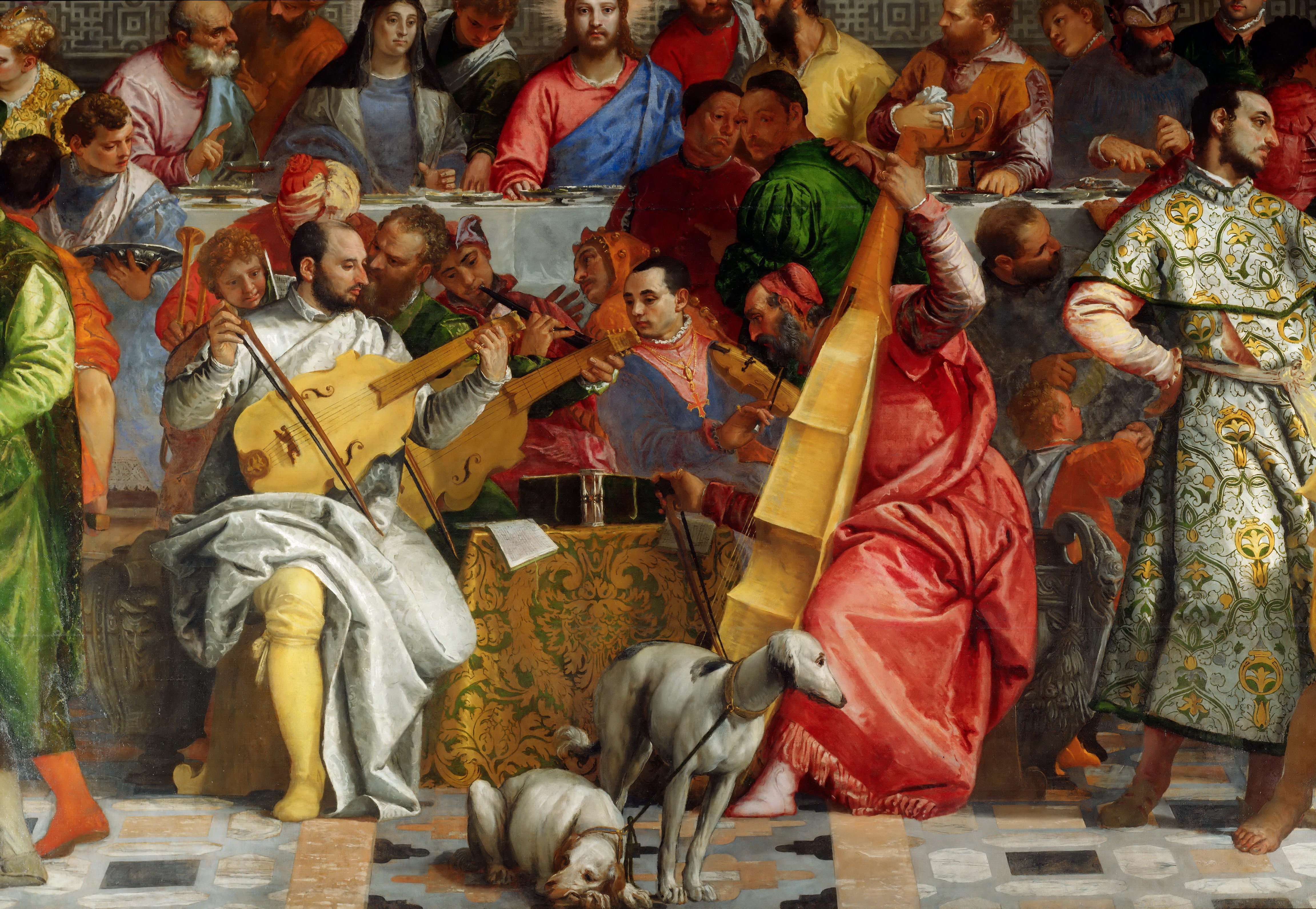
为宴席营造气氛的艺术家们分别被描绘为委罗内塞本人（持臂式提琴）和威尼斯画派的其他主要艺术家：雅各布·巴萨诺（持木管号）、丁托列托（持臂式中提琴）和提香（持低音提琴）；站在提香身旁的是诗人皮埃特罗·阿雷蒂诺

### 宴席本身
画面中的建筑风格由古典时代的希腊、罗马风格和委罗内塞所处的文艺复兴时期建筑风格共同构成。希腊罗马风格包括一个环绕着多立克柱和科林斯柱，并被低矮栏杆围起的极具特色的庭院；庭院之外的更远处，矗立着一座由建筑师安德烈亚·帕拉第奥设计的拱廊式塔楼。在前景中，乐手们演奏着文艺复兴晚期的乐器，例如鲁特琴、低音提琴和维奥尔琴。
在婚宴客人中还有许多重要历史人物，例如奥地利的艾蕾诺尔、弗朗索瓦一世、英格兰的玛丽一世、奥斯曼帝国第十位苏丹苏莱曼一世、神圣罗马帝国查理五世；诗人维托丽娅·科隆纳、外交官马坎托尼奥·巴尔巴罗、建筑师达尼埃莱·巴尔巴罗；贵妇人朱莉娅·冈萨加；枢机主教雷金纳德·波尔，罗马天主教坎特伯雷教区的做后一位枢机主教，小丑大师特里布莱，和奥斯曼帝国政治家索库鲁·穆罕默德帕夏。所有人都穿着文艺复兴时期流行的华丽的西方服饰和东方土耳其时装。

### 象征内容

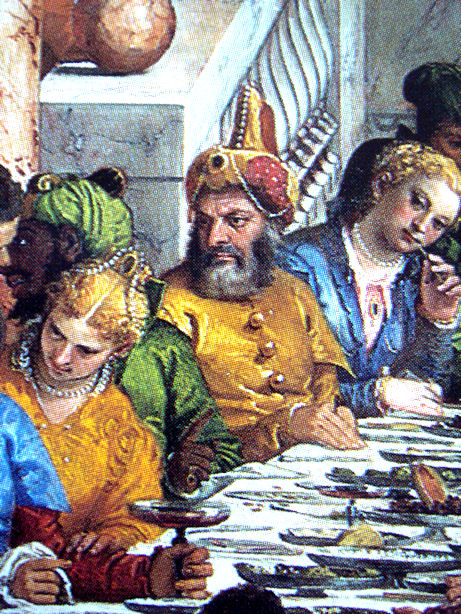
在《迦拿的婚礼》中，委罗内塞描绘了坐在婚宴桌子边等待酒水的客人们。这些等待新一轮酒水的客人中有苏莱曼一世，一位正在用牙签剔牙的女子；另一位女子正鼓动她的丈夫询问新娘新一轮的红酒是什么酒。（画面左下角细节）

《迦拿的婚礼》是一幅近世画作，委罗内塞对变水为酒神迹宗教和神学的描述分为两个部分：
I. 在水平轴线上：画面下半部分绘有130多位人物，上半部分则是布满云朵的天空和希腊罗马式的建筑，容纳着受邀参加婚宴为新人庆祝的历史人物和文艺复兴晚期名人。有些人物使用风格主义的典型手法缩短透视绘制；古老的建筑风格与帕拉迪奥新潮的风格相呼应；这种叙事处理方式将宗教主题置于一个由历史和当代人物组成的国际化场景中，其中大多数人穿着来自16世界文艺复兴时期人们认知中的东方时髦服饰。
在音乐家们后方高处坐着的是圣母玛利亚、拿撒勒的耶稣及其部分使徒。在耶稣后上方的步道上，一位男子俯瞰着整个宴席，一位女仆正等着切肉师将动物切成小份。右侧，一位搬运工搬来了更多肉供食客享用。画面中的耶稣正好坐在切肉师的砧板下方，并与那些被屠宰的动物在同一条线是，预示着耶稣要作为“上帝的羔羊”献身牺牲。
右下角：一位赤脚的侍酒仆正从一个先前盛满水的华丽大酒坛中将新变出的红酒倒入一个侍酒壶。侍酒仆身后站着专注地观察杯中红酒诗人彼得罗·阿雷蒂诺。
左下角：身着绿色的管家监督着一位黑人童仆，后者正向新郎献上一杯新变出的红酒；在婚宴桌的边缘，一位侏儒手捧一只鲜绿色的鹦鹉，正等待管家的指令。
II. 在竖直轴线上
光线与阴影的对比象征着凡俗生命与虚无共存，并预示着尘世间只有短暂的欢愉；宗教的象征原则在此超越了社会准则。
神圣的客人与凡俗的主人互换了社会地位：耶稣、圣母玛利亚和使徒们被安排在宴会桌中央最尊贵的位置就座，而新郎新娘则作为客人坐在桌子右翼的远端。在耶稣后方，切肉师在切羊羔肉；在前方，音乐家正在演奏生动的音乐；而在音乐家的前面是一个沙漏，暗示着人类的虚荣是徒劳的。此外，尽管后厨仍在继续准备主菜烤肉，婚宴宾客们却在享用水果、坚果、葡萄酒和甜木梨奶酪等甜点；后厨与餐桌之间的不一致表明那些动物仅代表象征含义而非供人食用。

## 构图与技法
在17世纪30年代，安德烈·萨基的支持者和皮埃特罗·达·科尔托纳的支持者们就具象绘画中出现人物的理想数目的问题展开激烈讨论。萨基认为，只有较少的人物（少于12人）才能使画家准确描绘出每个人物独一无二的身体姿态和面部表情，进而传达出人物的性格特征；而达·科尔托纳则主张，众多人物能将画作的整体意象凝聚为一个史诗性主题，并从中衍生出次要主题。到了18世纪，肖像画家约书亚·雷诺兹在其著作《艺术七讲》中指出：
威尼斯画派画家的题材，多为能让他们创作包含大量人物的场景，例如宴会、婚礼、游行、公众殉难或神迹。我完全可以想象，若有人问起[保罗·]委罗内塞，他必定会说，任何历史题材的画作，至少需要容纳四十个人物才算恰当；他会断言，人物若少于这个数目，画家便无从展现其在构图上的艺术造诣，也无力展示其驾驭光影块面、人物群组的能力，更无法画出各式各样身着华美东方服饰的角色。
作为一幅矫饰主义叙事性画作，《迦拿的婚宴》融合了威尼斯画派的风格与图像元素：一方面借鉴了提香所主张的色彩优先（義大利語：colorito）理念，另一方面则采用了文艺复兴盛期达芬奇、拉斐尔和米开朗基罗在作品中所使用的构图手法。因此，委罗内塞在此描绘的宾客云集的婚宴场景需要观众从下往上欣赏：画作底边距离修道院餐厅地面2.5米，位于餐桌首座（院长座位）之后的墙上。
根据圣本笃修会订购画作时的合同规定，这幅尺寸宏大的巨幅油画将占据餐厅整面墙壁。帕拉迪奥设计的这座大型建筑古典而质朴：餐厅设有一个门厅，通过台阶连接一间狭窄的前厅，餐厅入口的两侧各有供用餐者洗手的大理石盥洗池；餐厅内部则饰有筒形拱顶、交叉拱顶、矩形窗户以及一道檐口。委罗内塞在透视法和建筑表现方面展现出的高超技艺，能够引导观者将《迦拿的婚礼》视为餐厅空间的延伸。

## 修复
在1989年，卢浮宫博物馆对《迦拿的婚礼》开展了修复工作，此举在艺术界引发了巨大的争论，其争论力度不亚于耗时11年修复西斯廷壁画时的争论力度。“保护艺术遗产完整性协会”（英語：Association to Protect the Integrity of Artistic Heritage, APIAH）等组织中的艺术家们抗议对这幅已有426年历史的画作进行修复，并公开要求参与修复决策，但卢浮宫博物馆拒绝了这一要求。
在APIAH看来，最具争议的是移除了画面前景中管家短罩袍上的一层栗红色覆盖色，并露出了短罩袍原本的绿色。APIAH声称是委罗内塞本人将短罩袍的颜色从最初版本的绿色改成了栗红色。
1992年6月，在修复工作进行到第三年时，《迦拿的婚宴》两次遭遇意外损坏。第一次事故中，博物馆一处通风口漏雨，雨水溅污了画布。两天后的第二次事故中，卢浮宫的策展人员正试图将这幅重达1.5吨的画抬升至更高位置时，一个支撑架发生坍塌。画作坠落到地面，起固定和运输作用的金属框架戳破并撕裂了画布。所幸五处戳破和撕裂仅影响了画中的建筑和背景区域，未触及婚宴宾客的面部。

## 外部連結
- 卢浮宫官网上的介绍 （页面存档备份，存于）
- Article at Great Works of Western Art （页面存档备份，存于）